# Kopsiopsis
Kopsiopsis – rodzaj roślin z rodziny zarazowatych (Orobanchaceae). Należą do niego dwa gatunki. Występują one w zachodniej Ameryce Północnej od Kolumbii Brytyjskiej po północno-zachodni Meksyk. 
Są to całkowite pasożyty wrzosowatych, w przypadku K. strobilacea gospodarzami są rośliny z rodzajów chruścina Arbutus i mącznica Arctostaphylos; natomiast K. hookeri pasożytuje na gatunku golterii – Gaultheria shallon.

## Morfologia
PokrójBezzieleniowe rośliny zielne (byliny); z podziemną bulwiastą strukturą wegetatywną przyczepioną do korzenia gospodarza; jej powierzchnia podzielona jest na wielościenne płytki. Korzeni brak. Łodygi kwiatonośne są wzniesione, mięsiste i nagie.
LiścieSztywne, siedzące, łuskowate, całobrzegie lub delikatnie wcinane.
KwiatyKwiatostany szczytowe, zwarte lub luźne grona – kwiaty szypułkowe wsparte przysadkami i podkwiatkami. Okwiat jest trwały. Kielich z 2–5 działkami, dwubocznie symetryczny, kubeczkowaty, działki stopniowo zwężają się, na końcach są równowąsko-szydlaste lub nitkowate. Koronę tworzy 5 zrośniętych płatków ciemnoczerwonych, purpurowych lub żółtych. Jest mocno dwuwargowa, lejkowata, warga dolna z trzema łatkami, górna z dwiema. Pręciki są cztery, dwusilne, o nitkach owłosionych u nasady. Zalążnia jest jednokomorowa z szyjką zakończoną 2–4-łatkowym znamieniem.
OwoceTorebki pękające komorowo; zawierają od 100 do 500 jasnobrązowych lub brązowych, kulistawych lub podługowatych nasion.

## Systematyka
Rodzaj z rodziny zarazowatych (Orobanchaceae). Pierwotnie gatunki te włączano do rodzaju Boschniakia, ale istotne różnice (kwiaty szypułkowe, a nie siedzące; obecność podkwiatków i lejkowate korony); w końcu też analizy filogenetyczne spowodowały wyodrębnienie taksonu.
Wykaz gatunków
- Kopsiopsis hookeri (Walp.) Govaerts
- Kopsiopsis strobilacea (A.Gray) Beck